# Kurt Hiller
Kurt Hiller (Berlín, 17 de agosto de 1885 - Hamburgo, 1 de octubre de 1972) fue un escritor, editor y pacifista alemán de familia judía. Empleó los seudónimos Keith Llurr y Klirr (Thule). Con un estilo inconfundible, insobornable, con fuerza filosófica y literaria, luchó toda su vida por el socialismo (basado en Schopenhauer y Hegel) por la paz y por los derechos de las diversidades sexuales, lo que le granjeó muchos y poderosos enemigos.

## Vida
Tras aprobar el examen de entrada a la universidad en 1930 en el Askanisches Gymnasium en Berlín, Hiller estudia Derecho y Filosofía en Berlín y brevemente en Friburgo de Brisgovia. A partir de 1904 traba amistad con el estudiante de medicina Arthur Kronfeld, que también estaba muy interesado en la literatura, a través del que conoce al filósofo de Gotinga Leonard Nelson En 1907 consigue el doctorado en Derecho en Heidelberg con la disertación Das Recht über sich selbst (El derecho sobre sí mismo), para la que también encontró un editor en la ciudad. A través de Kronfeld, Magnus Hirschfeld entrará en contacto con Hiller en julio de 1908, que tendría como consecuencia un compromiso en los siguientes 25 años de este con el Wissenschaftlich-humanitäres Komitee (WhK).

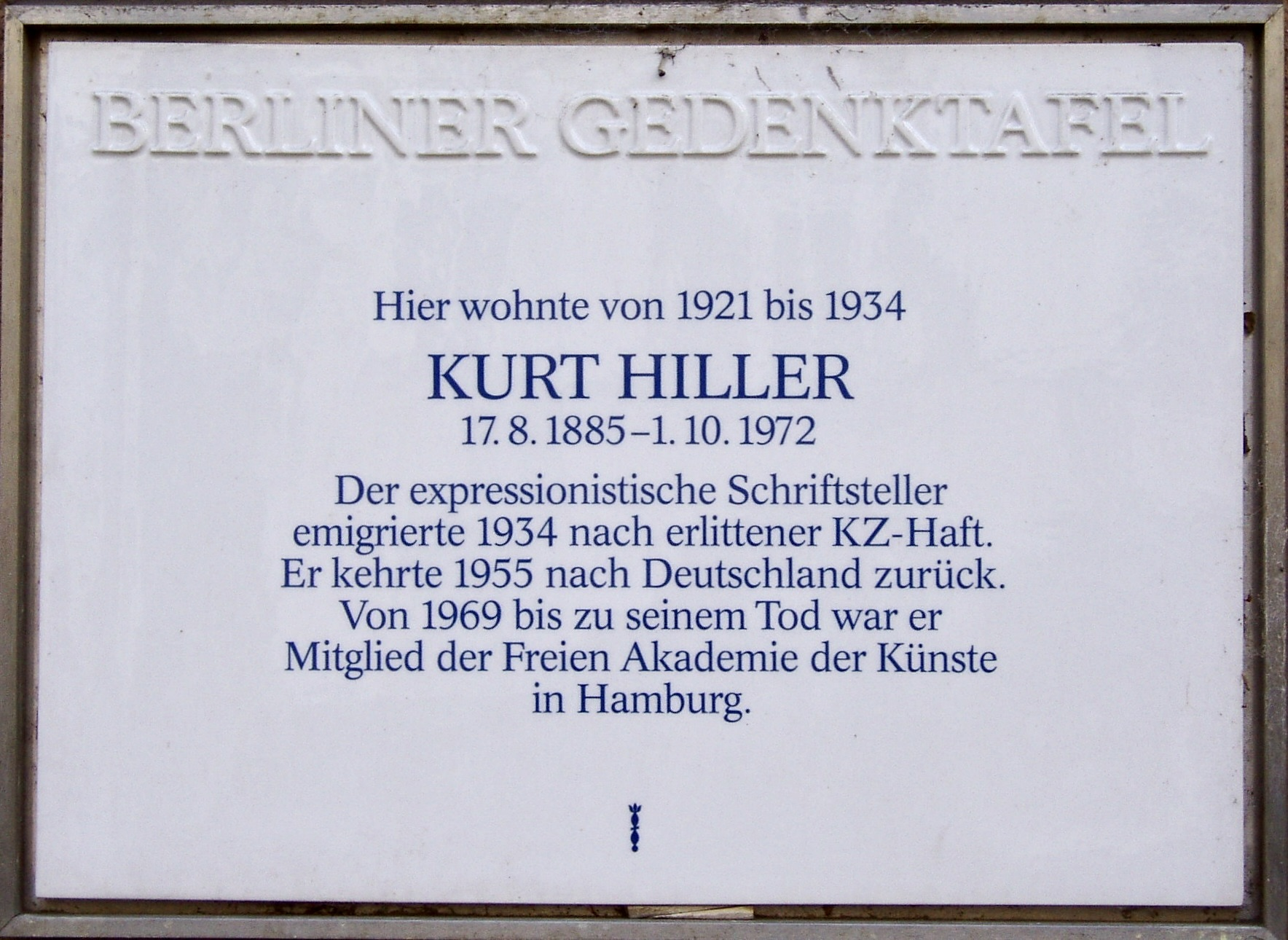
Placa recordatoria en Berlín para Hiller, Berlín-Friedenau, Hähnelstraße 9.

En Berlín, Hiller vivió como escritor, convirtiéndose en uno de los pioneros de la literatura expresionista. En 1909 fundó con Jakob van Hoddis el Der Neue Club, al que pronto se unirían Georg Heym y Ernst Blass, con los que, ayudado por artistas más conocidos como Tilla Durieux, Else Lasker-Schüler y Karl Schmidt-Rottluff, forma el llamado «cabaret neopatético» (Neopathetisches Cabaret). Tras retirarse del Club, funda con Blass el cabaret literario GNU. Para las revistas Pan y Der Sturm escribió numerosos artículos, al igual que para Die Aktion de Franz Pfemfert, en cuya creación había colaborado. Después de que Hiller - posiblemente a través de la mediación de Kronfelds, que desde 1908 vivía en Heidelberg - hubiese presentado los Die Jüngst Berliner (los jóvenes berlineses) en el periódico local de Heidelberg, la Heidelberger Zeitung, en el suplemento de Literatura y Ciencias, publicó en 1912 en el Heidelberger Verlag de Richard Weissbach la primera antología de poesía expresionista Der Kondor (El cóndor).
En la Revolución de Noviembre intenta influir en la política a través de su Politischer Rat geistiger Arbeiter (Junta política de los trabajadores intelectuales). Este compromiso tenía como base su ideal de «logocracia», como opuesto a la democracia, que - retomando la idea platónica del rey filósofo - daba el dominio político a la élite intelectual.
En 1919 Kurt Hiller funda junto con Helene Stöcker y Armin T. Wegner el Bund der Kriegsdienstgegner (BdK; Unión de los opositores a la guerra). En 1920 se inscribe en la Deutsche Friedensgesellschaft (DFG; Sociedad alemana para la paz), en la que se situaba ideológicamente en el ala izquierda. En la DFG avanza la posición de que el movimiento tiene que orientarse hacia la Unión Soviética, aunque critica fuertemente el leninismo. Debido a que la mayoría se mantuvo orientada hacia la demócrata y burguesa Francia, se llegó a importantes conflictos en la DFG, que llegaron a su extremo cuando Hiller acusó a los pacifistas burgueses Friedrich Wilhelm Foerster y Fritz Küster en panfletos comunistas de estar al servicio de Francia - una acusación que dio no poca munición a los numerosos enemigos de la DFG. Carl von Ossietzky comentó en octubre de 1924 en la revista Das Tage-Buch:

Las calumnias y persecuciones de herejes que se están viendo precisamente en el campo pacifista son realmente desmedidas, incluso para proporciones alemanas.[...] El celador mayor de esta institución pacifista es el señor Kurt Hiller.

Hiller fundó en 1926 el Gruppe Revolutionärer Pazifisten (Grupo de los pacifistas revolucionarios), con el que, dentro del DFG, intentó sin éxito aumentar su influencia. Hiller defendía una sociedad nueva, libre de violencia y justa, para cuya creación habría que superar el capitalismo, un fin para el que el pacifista radical no descartaba la violencia «progresista».
Las personas próximas a Hiller se encontraron también con otras contradicciones. Ya a fines de 1918 rompe su amistad con Siegfried Jacobsohn, el editor de Weltbühne, en el que Hiller había publicado con regularidad desde 1915, de forma que la colaboración editorial se interrumpiría durante los siguientes 6 años. El incidente fue provocado por el texto publicado por Jacobsohn en la sección de «Respuestas» del 12 de diciembre de 1918, titulado Kurt Hiller. En 1924 Hiller volvió a publicar en Weltbühne; pero la relación no sería libre de tensiones. Por ejemplo, Jacobsohn se quejaba en 1926 en una carta a Kurt Tucholsky:

Me temo que lo mío con Kurtito Hiller no aguantará mucho. Es increíble lo que ese pobre homosajón se permite en sus cartas llenas de histeria, manía persecutoria, vanidad, susceptibilidad, arrogancia y mal gusto.

A principios de ese mismo año, Hiller publicó en Weltbühne su sorprendente admiración por el «poderoso Mussolini». En el Duce le fascina la osada estética de las apariciones públicas y sobre todo su capacidad de imponerse políticamente, que no tenía nada de la difícil política de compromisos de la República de Weimar:

Democracia significa: el dominio de toda mayoría empírica; ¿quien discute que la mayoría del pueblo italiano está, desde hace mucho tiempo, fielmente con Mussolini? [...] Mussolini, se le ve, no es ningún cafre, ningún gruñón, ningún amargado, como lo son la mayoría de los prominentes de los partidos burgueses de izquierda y socialistas burgueses de Francia, Alemania y otros países del continente; tiene cultura. [...] Si miro con detalle, Mussolini, cuya política no puedo aprobar ni como alemán, ni como pacifista, ni como socialista, me es tan simpático como tipo formal de hombre de estado porque es lo contrario de un represor. Prefiero un tipo elegante, mundano, energético, deportivo, renacentista, intelectual, pero sin embargo con contenidos reaccionarios moderados, no lo niego, que un amargado moderado de izquierdas, que finalmente no consigue llevar nada adelante.

El año siguiente se burló de la siguiente manera: «El Fascismo por lo menos tiene vino en la sangre, el republicanismo alemán, cerveza.» A pesar de toda la fascinación, no exenta de crítica, que le produce Mussolini, poco después apoyó al Partido Comunista de Alemania (KPD) en las elecciones al parlamento. Desilusionado con el Partido Socialista (SPD), que apoyaba anteriormente, escribió en mayo de 1928 en Weltbühne que ahora habrá, a pesar de todo, que «morder la manzana comunista... es agria, pero jugosa.»
En Weltbühne sorprendía una y otra vez con análisis  y juicios no dogmáticos - también sobre el «nuevo nacionalismo». En texto  aparecido el 20 de septiembre de 1927 Franz Schauwecker comenta: el nuevo nacionalismo no puede tener la voluntad de violar a una nación extranjera. El comentario de Hiller:

¡Escuchad! ¿Quien de nosotros quiere más? ¿No dicen eso mismo los pacifistas con otras palabras en todas las ocasiones? ¿No está eso en clara contradicción a lo que, hasta 1918, querían los Alldeutsche, el Partido de la Madre Patria, con su griterío a favor de la anexión - desde Erich Ludendorff hasta Georg Bernhard?

En 1932 preguntó en su artículo Linke Leute von rechts (Gente izquierda de derechas) sobre revolucionarios nacionalistas como Karl Otto Paetel y Otto Strasser:

'Izquierdas', 'derechas' - estas diferencias son cada día más tontas. ¿Quien se aclara con ellas? [...] ¿Quien vale más, un comunista que no piensa o un nacionalista que piensa por sí mismo?

También son notables los análisis de las causas del éxito del nacionalsocialismo en Weltbühne el 23 y 30 de agosto de 1935:

La razón de que en la Alemania de la posguerra se haya extendido un ambiente nacionalista, como un sentimiento que se irradia intensamente y se extiende en la racionalidad política y también se extiende entre los pobres de forma más consciente y viva que nunca, hay que buscarlo sin duda en el carácter vengativo del tratado de Versalles [...]. El nacionalismo alemán, es, en su magnitud, una consecuencia del francés y precisamente por ello sin una base justificada. [...] El inmenso éxito nacionalsocialista es, entre otras razones, consecuencia de una inmensa y razonable desilusión.

Después de que Hirschfeld, tras desavenencias internas sobre la estrategia futura, dimitiera el 24 de noviembre de la presidencia del Comité científico humanitario, Hiller fue elegido como vicepresidente, puesto en el que permanecería hasta la disolución del Comité.
Tras la toma del poder de Hitler, Hiller, que era especialmente odiado por pacifista, socialista, judío y homosexual, fue detenido tres veces, enviado a los campos de concentración de Columbia-Haus, Brandenburg y Oranienburg y gravemente maltratado. Tras su liberación en 1934, que fue consecuencia de una recomendación desde altas esferas, huyó a Praga y en 1938 a Londres. En el exilio fundó el Freiheitsbund Deutscher Sozialisten (Federación libre de socialistas alemanes) y el Gruppe Unabhängiger Deutscher Autoren (Grupo de autores alemanes independientes). Además, editó en Praga, junto con el revolucionario nacionalista Otto Strasser, la Prager Erklärung (Declaración de Praga), un manifiesto contra la Alemania fascista de los nazis.
Cuando Hans Giese quiso refundar en 1949 el Comité científico humanitario y finalmente fundó la Gesellschaft für Reform des Sexualstrafrechts e. V. (Sociedad por la reforma del derecho penal sexual), Hiller colaboró con él unos meses. En 1955 Hiller regresó a Alemania, se asienta en Hamburgo e intenta en 1962 refundar el Comité científico humanitario. Sin embargo, permaneció aislado en su intento y fracasó. También fundó - en gran parte sin éxito - una Neusozialistischen Bund (Federación neosocialista) y algunas revistas independientes (tal como lynx). La declaración de la Federación neosocialista contra la guerra de agresión fue apoyada, entre otros, por Ossip K. Flechtheim, Karlheinz Deschner y Martin Niemöller. En la revista suiza Der Kreis, Hiller publicó una docena de poemas y otros tantos artículos, casi todos bajo el anagrama Keith Llurr.

## Recuerdo

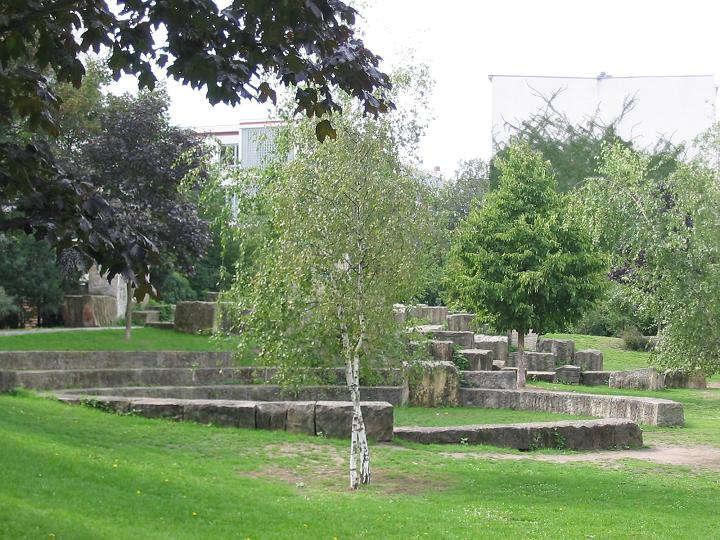
Parque de Kurt Hiller, en Berlín-Schöneberg.

Desde finales del 2000, el parque Kurt Hiller en el barrio de Berlin-Schöneberg, en la Grunewaldstraße cerca de la estación de metro Kleistpark, recuerda el autor. Una pequeña zona verde con dos pistas para jugar a la petanca, un parque infantil y una pista de baloncesto forman el conjunto. El parque y las esculturas de piedra deben, según una inscripción en la placa del nombre de la calle, recordar al cofundador del movimiento por los derechos civiles de los homosexuales. Debido a que es la única inscripción del parque, la Sociedad Hiller ha comentado irónicamente sobre las esculturas de piedra: Encontrar la relación de estos bloques de piedra con la obra de Hiller, llevará años

## Obra
- 1908 Das Recht über sich selbst (El derecho sobre sí mismo; contiene la disertación doctoral de Hiller Die kriminalistische Bedeutung des Selbstmordes, El significado criminalístico del suicidio). Heidelberg: Winter-Verlag
- 1912 Der Kondor (El cóndor) - Versos de Ernst Blass, Max Brod, Herbert Grossberger, Ferdinand Hardekopf, Georg Heym, Kurt Hiller, Arthur Kronfeld, Else Lasker-Schüler, Ludwig Rubiner, René Schickele, Franz Werfel, Paul Zech / Editado por Kurt Hiller en 1912. Editorial de Richard Weissbach, Heidelberg; reproducido con postfacio de Paul Raabe. Silver&Goldstein, Berlín 1989
- 1913 Die Weisheit der Langenweile. (La sabiduría del aburrimiento) Wolf, Leipzig; reproducido Nendeln 1973
- desde 1916 Das Ziel (La meta) - Jahrbuch für geistige Politik (Almanaque para política intelectual). Georg Müller, Berlín
- 1918 Unnennbar Brudertum. Verse 1904-1917. (Hermandad innombrable. Vesos 1904-1917.) Wolgast
- 1920 Geist werde Herr. Kundgebungen eines Aktivisten vor, in und nach dem Kriege. (Ingenio, sé dueño. Proclamación de un activista antes, durante y después de la Guerra) Berlín; repr. Nendeln 1974
- 1921 Logokratie; oder Ein Weltbund des Geistes. (Logocracia; o una federación mundial del intelecto) Leipzig
- 1922 § 175: die Schmach des Jahrhunderts! (Párrafo 175: la infamia del siglo) Hannover
- 1925 Verwirklichung des Geistes im Staat. Beiträge zu einem System des logokratischen Aktivismus. (Realización del intelecto en el estado. Contribuciones a un sistema del activismo logocrático) Leipzig
- 1932 Der Sprung ins Helle. Reden, Offne Briefe, Zwiegespräche, Essays, Thesen, Pamphlete gegen Krieg, Klerus und Kapitalismus. (El salto a la claridad. Discursos, cartas abiertas, conversaciones, ensayos, tesis, panfletos contra la guerra, el clero y el capitalismo) Leipzig
- 1938 Der Unnennbare. Verse 1918-1937. (El innombrable. Versos 1918-1937.) Peking
- 1938 Profile. Prosa aus einem Jahrzehnt. (Perfiles. Prosa de una década.) Paris
- 1950 Köpfe und Tröpfe. Profile aus einem Vierteljahrhundert. (Cabezas y gotas. Perfiles de un cuarto de siglo) Hamburg, Stuttgart
- 1951 Rote Ritter. Erlebnisse mit deutschen Kommunisten. (Caballeros rojos. Vivencias con los comunistas alemanes) Gelsenkirchen; repr. Berlín, Fürth 1980
- 1952 Der Aufbruch zum Paradies. Ein Thesenbuch. (La salida hacia el paraíso. Un libro de tesis) München
- 1966 Ratioaktiv. Reden 1914-1964. (Radioactivo. Discursos 1914-1964.) Wiesbaden
- 1969 Leben gegen die Zeit, Band.1: Logos. (Vivir contra el tiempo, vol. 1°: Logos) Rowohlt, Reinbek
- 1973 Leben gegen die Zeit, Band.2: Eros. (Vivir contra el tiempo, vol. 2°: Eros) Rowohlt, Reinbek

### Traducida al castellano
- Hiller, Kurt (2021).  Marta Martínez Carro, ed. El innombrable (Vicente Abella Aranda, trad.). ContraEscritura. ISBN 978-84-122384-1-9.
- Hiller, Kurt (2021).  Marta Martínez Carro, ed. Intelecto, sé dueño y Logocracia (Vicente Abella Aranda, trad.). ContraEscritura. ISBN 978-84-122384-2-6.
- Hiller, Kurt (2022).  Marta Martínez Carro, ed. Artículo 175: ¡La afrenta del siglo! (Vicente Abella Aranda, trad.). ContraEscritura. ISBN 978-84-122384-6-4.